# Ida Siekmann
Ida Siekmann (Marienwerder, 23 agosto 1902 – Berlino, 22 agosto 1961) fu la prima persona morta nel tentativo di oltrepassare il Muro di Berlino la cui costruzione era cominciata - inizialmente in modo provvisorio - solo nove giorni prima della sua morte.

## Il tentativo di fuga
Siekmann abitava in Bernauer Straße, dove la linea di confine tra i settori corrispondeva al muro perimetrale anteriore degli edifici siti sul lato sud della via; gli appartenenti a Berlino Est si affacciavano quindi sul marciapiede appartenente a Berlino Ovest. Siekmann - come molti altri berlinesi - dopo il 13 agosto 1961 non poteva più raggiungere i suoi parenti, residenti pochi isolati più a nord nel settore francese.
Il 22 agosto 1961, il giorno precedente il suo cinquantanovesimo compleanno, Ida Siekmann tentò la fuga saltando da una finestra del suo appartamento, sito al terzo piano, sul marciapiede che faceva parte di Berlino Ovest. Per attutire la sua caduta aveva gettato, prima del salto, alcuni piumoni sul marciapiede, che però non offrirono una sufficiente protezione; le lesioni risultarono letali. Venne sepolta al Cimitero Municipale del quartiere di Wedding.

## Commemorazione

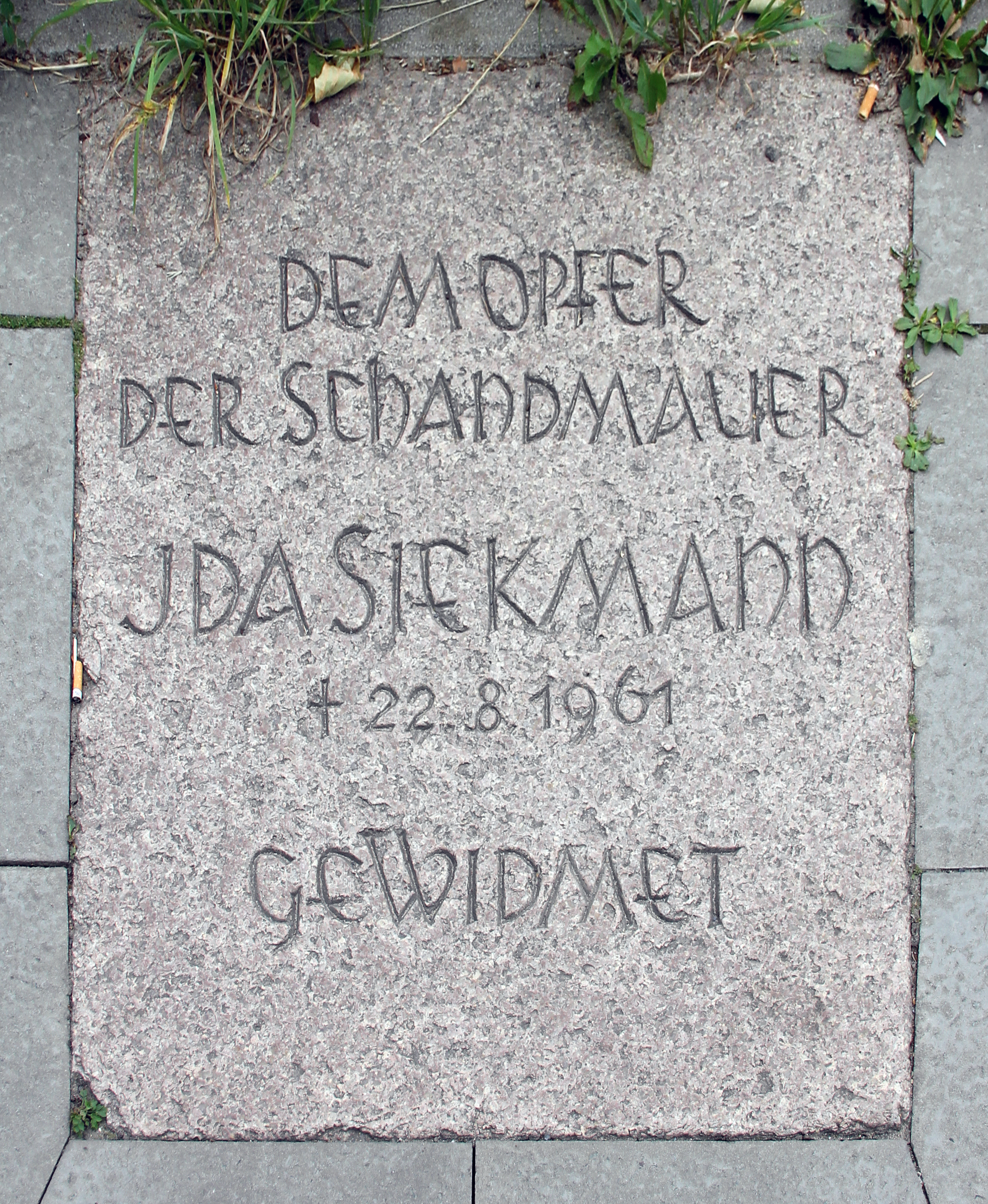
Lapide commemorativa nella Bernauer Straße: „Dedicato a Ida Siekmann, vittima del Muro della vergogna, † 22.8.1961“

Questa morte, la prima di un berlinese dell'est che tentava la fuga oltre il muro ebbe una forte risonanza al punto che il 23 agosto  1962 Robert Kennedy assieme a Willy Brandt, allora sindaco di Berlino Ovest, depose una corona di fiori al memoriale di Ida Siekmann, ubicato sul luogo della sua morte. Il memoriale nel frattempo è stato sostituito da una lapide commemorativa.